# Conchaspis newsteadi
Conchaspis newsteadi är en insektsart som beskrevs av Cockerell 1897. Conchaspis newsteadi ingår i släktet Conchaspis och familjen Conchaspididae. Inga underarter finns listade i Catalogue of Life.